# Обнорский, Павел Александрович
Па́вел Алекса́ндрович Обно́рский (1844, Вологда — 10 декабря 1892, Вологда) — русский литератор, этнограф, общественный деятель.

## Биография
Родился в 1844 году в семье вологодских дворян. Окончил Вологодскую мужскую гимназию в 1862 году. С 1880 и до конца жизни являлся агентом «Общества русских драматических писателей и оперных композиторов» в Вологде. С 1887 года содержал публичную библиотеку в Вологде, а с 1891 года начал издавать первую частную газету «Вологодский листок объявлений». Собирал пословицы, поговорки и песни. Написал несколько драматических произведений, был корреспондентом в некоторых столичных газетах. В его библиотеке происходило общение вологодских шахматистов.

## Публикации
- Народные песни, собранные в Вологодском и Грязовецком у. (Этнографический материал). // В. Г. В. 1883. NN 16, 17, 18 и перепечатка в 3 томе Статистический сборник. (Вологда, 1883). С. 283—306 (Д 2793).
- Юрий Милославский или Русские в 1612 году. Драма в 5 д. — ценз. М., 1884.
- в соавторстве с Мансфельд Д. А.Серебряная руда. Комедия из сел. быта в 3 д. — ценз. М.,1884.
- Пословицы и поговорки, собранные в Вологодском и Грязовецком уездах. // В. Г. В. 1888. NN 9, 11-15, 20; 1889. NN 4-7 и первая половина перепечатана в Рязанских Г. В.; 1888. NN 22, 24, 30-33 (Д 3145, 3222).
- Переложения воскресных евангелий, читаемых на литургии. [В стихах]. Вологда, 1891.